# Hyalomma marginatum
Hyalomma marginatum es un ácaro de la familia Ixodidae que se encuentra en aves, especialmente en el avión pálido. Esta garrapata se asoció con la transmisión del virus de Bahig, un arbovirus patógeno que solamente se consideraba transmitido por mosquitos.
El virus de la fiebre hemorrágica de Crimea-Congo también se ha detectado en garrapatas de esta especie, alojadas en las aves migratorias de Marruecos.